# De Vliegende Hollander
De Vliegende Hollander in Efteling (Nordbrabant, Niederlande) ist eine Wasserachterbahn des Herstellers KumbaK Coasters, die am 1. April 2007 eröffnet wurde.
Ursprünglich sollte die Bahn bereits am 16. April 2006, genau 328 Jahre nach dem Verschwinden des Fliegenden Holländers eröffnet werden, auf Grund diverser Probleme konnte sie jedoch erst am 1. April 2007 eröffnet werden.
Die 420 m lange Strecke erreicht eine Höhe von 22,5 m. Die Wagen erreichen eine Höchstgeschwindigkeit von 70 km/h und die maximale Beschleunigung beträgt 3 g.

## Station
De Vliegende Hollander verfügt über eine Doppelladestation, da mit dieser eine höhere Kapazität erreicht werden kann. Die Station ist als niederländischer Hafen des 17. Jahrhunderts bei Nacht gestaltet. Nach dem Wartebereich steht den Besuchern frei, welche der beiden Stationen sie nehmen. Die beiden Stationen befinden sich direkt nebeneinander, die Boote fahren nach dem  Reißverschlussprinzip abwechselnd in die linke und die rechte Station. Sie halten zuerst ein Stück vor den wartenden Besuchern, damit die bereits gefahrenen Besucher die Boote verlassen können. Dann fahren sie zu den Besuchern vor, die in Gattern gereiht stehen, sodass sie beeinflussen können, in welcher Sitzreihe sie fahren. Nach Freigabe der Boote durch das Personal fahren diese selbstständig los, wenn das vorherige Boot den ersten Blockbereich verlassen hat.

## Wagen
De Vliegende Hollander besitzt elf einzelne Wagen mit jeweils vier Sitzreihen. In der ersten und dritten Reihe können drei Personen, in der zweiten und vierten Reihe vier Personen nebeneinander Platz nehmen. Die Sitzreihen werden nach hinten hin höher, um eine bessere Sicht trotz der relativ hohen Rückenlehnen sicherzustellen. Jeder Sitz verfügt über eine eigene hydraulische Beckenhalterung, die stufenlos verstellbar ist. Vorne im Boot befindet sich die Figur eines Löwen, der eine Lampe im Maul hält, die während der spannenden Szenen im Darkride-Teil flackert.

## Transportsystem
Die Wagen des Fahrgeschäftes halten, im Gegensatz etwa zu Wasserachterbahnen von Mack Rides, immer Kontakt zu den Schienen. Diese Schienen sind unter Wasser aufgrund der Trübung des Sees nicht erkennbar. In den Abschnitten, in denen das Boot durch Wasser fährt, wird es von einer Kette gezogen, die sich unter Wasser an den Schienen befindet. Die Schienen sind mit einer Spurbreite von 1,20 m recht breit.

## Fahrt
Nach Verlassen der Station durchfährt das Boot einen ersten Raum. Zwischen den Rümpfen zweier Schiffe fährt das Boot in einen zweiten, mit dichtem Nebel gefüllten und vollkommen dunklen Raum hinein, der das offene Meer darstellen soll. Lediglich die flackernde Lampe vorne im Boot sorgt für etwas Licht. Hier kommt es zur ersten Begegnung mit dem „Fliegenden Holländer“ in Form eines Bildes, welches auf eine Wasserwand, die sich vor dem Boot befindet, projiziert wird. Erst kurz bevor das Boot diese Wasserwand erreicht, wird der Wasserschwall gedrosselt, sodass die Fahrgäste nicht nass werden. Nur kurze Zeit später scheint das Boot von dem entgegenkommenden fliegenden Holländer zerdrückt zu werden, es wird ein Stückchen in die Höhe gezogen, fährt in das Loch im Rumpf des Schiffes und rutscht dort mit 35 km/h eine 6 Meter tiefe Abfahrt herunter. Mit Schwung befährt das Boot den darauf folgenden äußerst steilen Lifthill, der eine Neigung von 45° aufweist, und bleibt auf diesem überraschend stehen. In dieser Zeit leuchtet ein Gesicht über den Köpfen der Passagiere auf und ein Totenkopf wird auf dieses projiziert. Nachdem das Fluchen des Kapitäns zu hören war, läuft der Lifthill mit einem Ruck auf 11 km/h an, und das Boot wird an die Spitze des von außen sichtbaren Turms gezogen. Kurz bevor das Boot den Turm verlässt, wird eine Nebelwand passiert, auf welche der Umriss eines Kapitäns projiziert wird. An der Spitze öffnet sich ein Tor, welches die Sicht auf die gegenüberliegende Achterbahn Joris en de Draak freigibt.
Es folgt der von außen sichtbare Achterbahnteil. Durch eine Kurve überfliegt der Wagen einen kleinen Hügel, fährt durch einen mit Nebel gefüllten Tunnel, durchfährt eine Steilkurve, passiert eine Blockbremse, macht eine Linkskurve, woraufhin die finale Wasserung im See erfolgt.
Von dort wird es in einer 180°-Kurve und einer Rechtskurve langsam zurück in die Station gezogen.

## Technische Probleme vor der Eröffnung
Aufgrund technischer Probleme eröffnete De Vliegende Hollander ein Jahr später als geplant. Zum einen funktionierte das Einhängen in den Kettenlift am Ende des Darkride-Teils nicht so wie es sollte. Es war zuerst geplant, dass das Boot in einer flüssigen Bewegung von der Kette aufgenommen wird. Es gelang jedoch nicht, die Kette synchron zum Boot laufen zu lassen, sodass es einen heftigen Ruck gab, den der Park den Gästen nicht zumuten wollte. Deshalb entschieden sich die Verantwortlichen, eine Haltebremse auf dem Lifthill zu installieren, die das Boot anhält. Es handelt sich somit um eine Notlösung, damit das Boot zunächst stehen bleibt.
Zum anderen überquerten die Wagen bei den ersten Testfahrten den Horseshoe nicht. Zur Lösung des Problems wurden Stahlräder an den Fahrzeugen montiert, die den Belag der Schienen etwas abschliffen, um so die Reibung zu verringern. Die Boote wurden einige Tage lang fahren gelassen, bis der Belag stark genug abgeschliffen war. Dann wurden wieder die mit Kunststoff beschichteten Räder montiert, damit die Fahrten im Normalbetrieb nicht zu ruckelig wurden.

## Musik
Die Musik des Fahrgeschäftes wurde vom niederländischen Komponisten René Merkelbach komponiert. Aufgenommen wurde sie am 22. Januar 2006 vom Prager Philharmonieorchester. Der Soundtrack besteht aus insgesamt 16 verschiedenen Stücken.

## Fotos

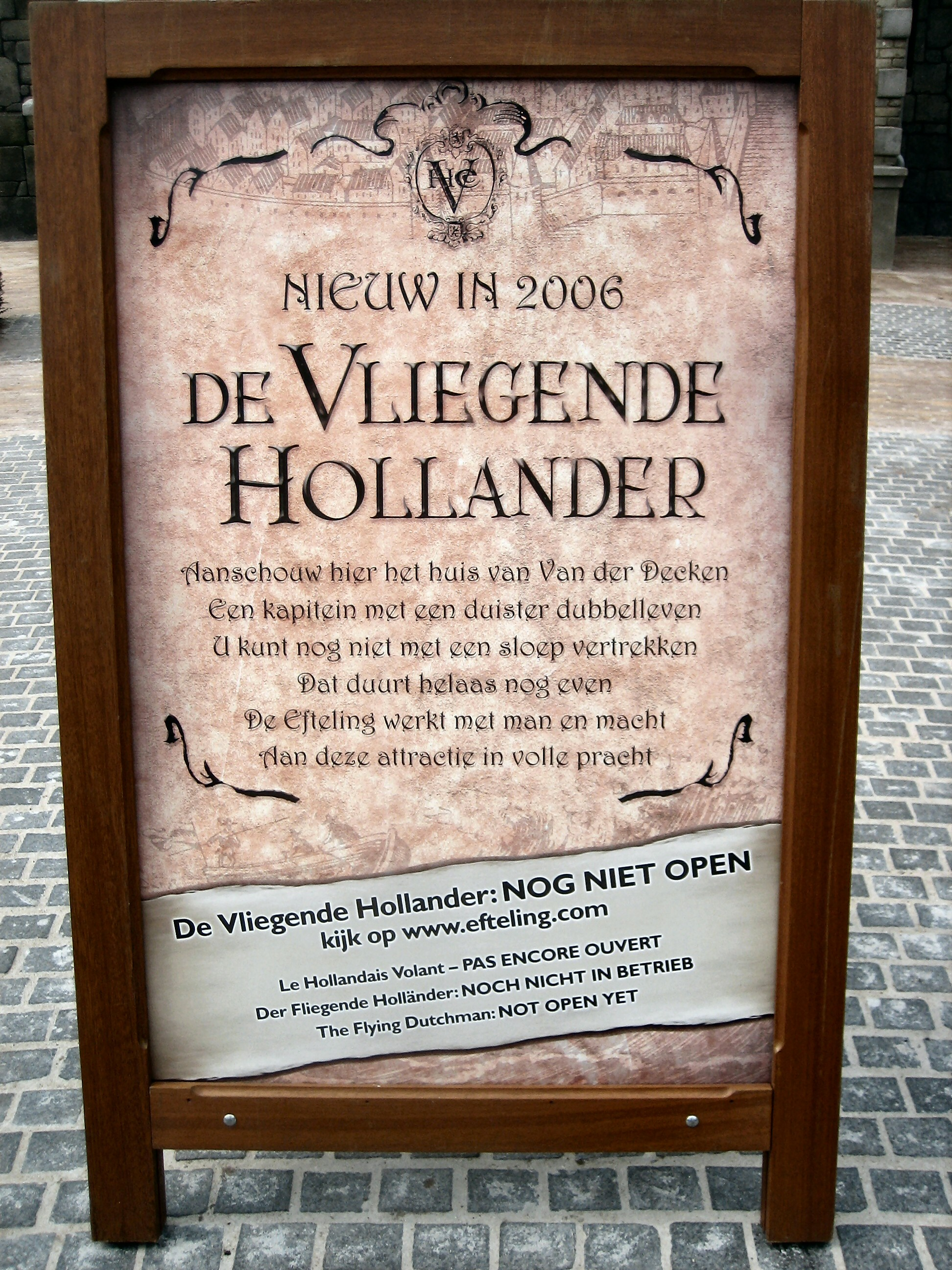
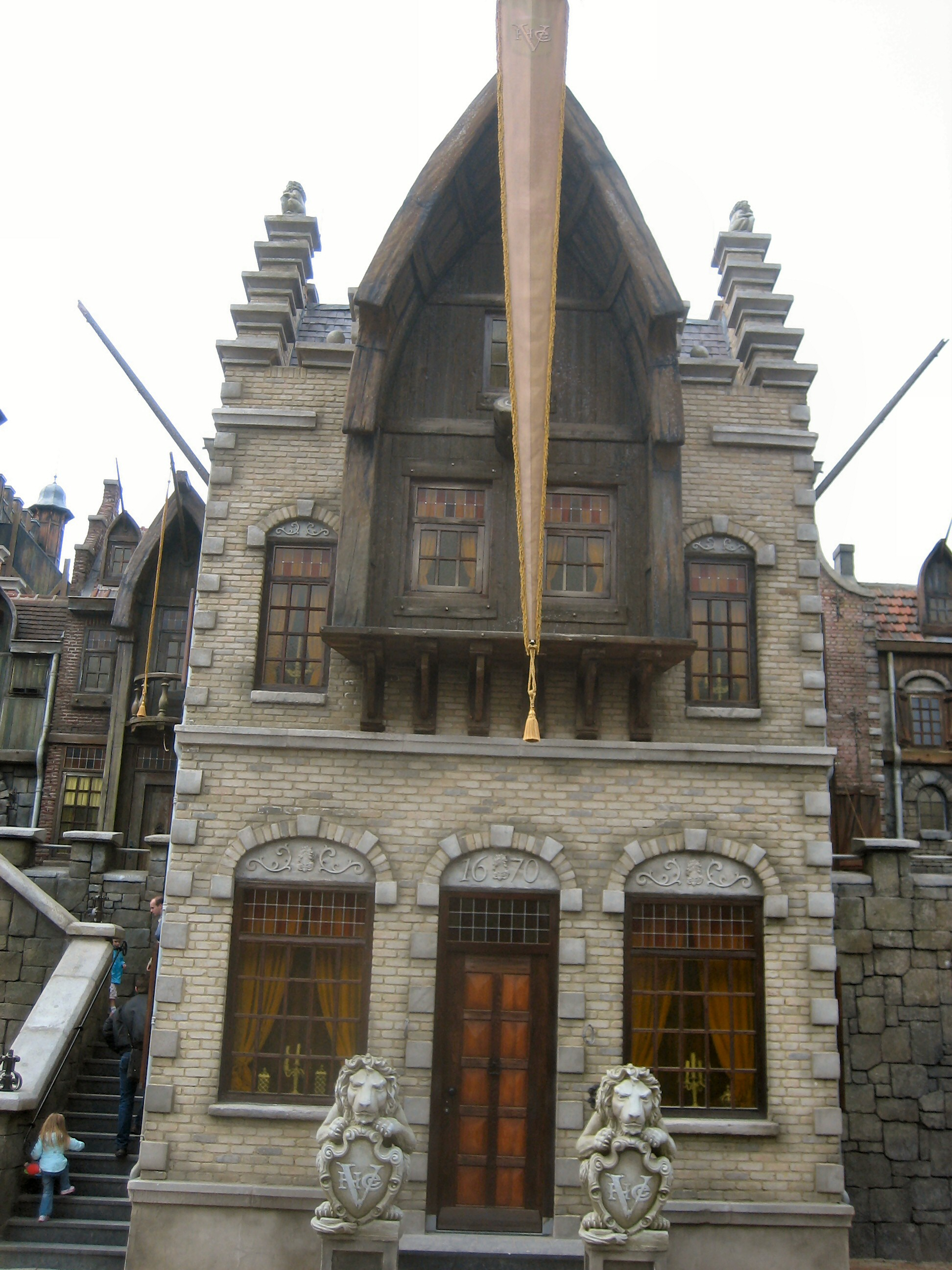
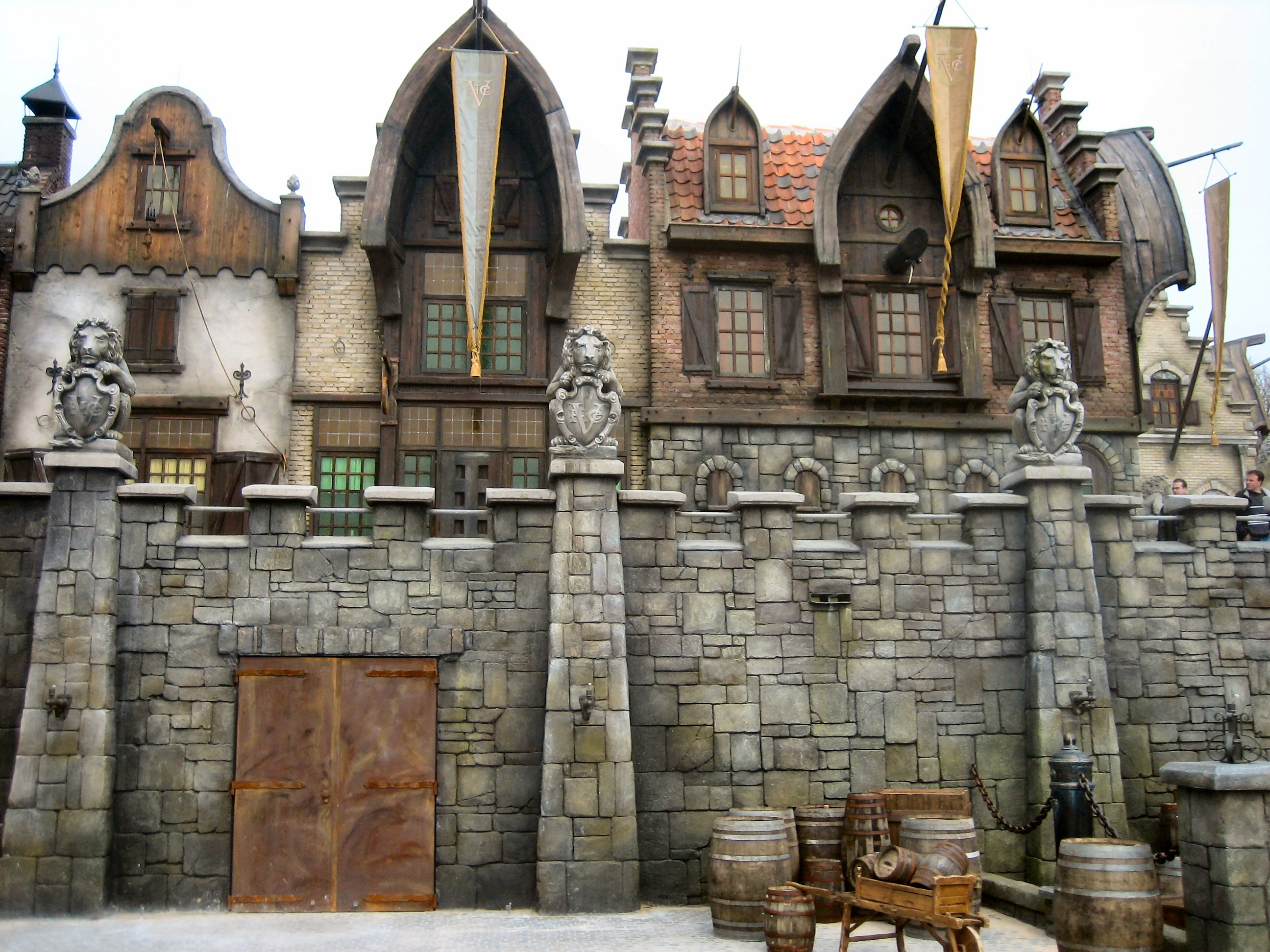
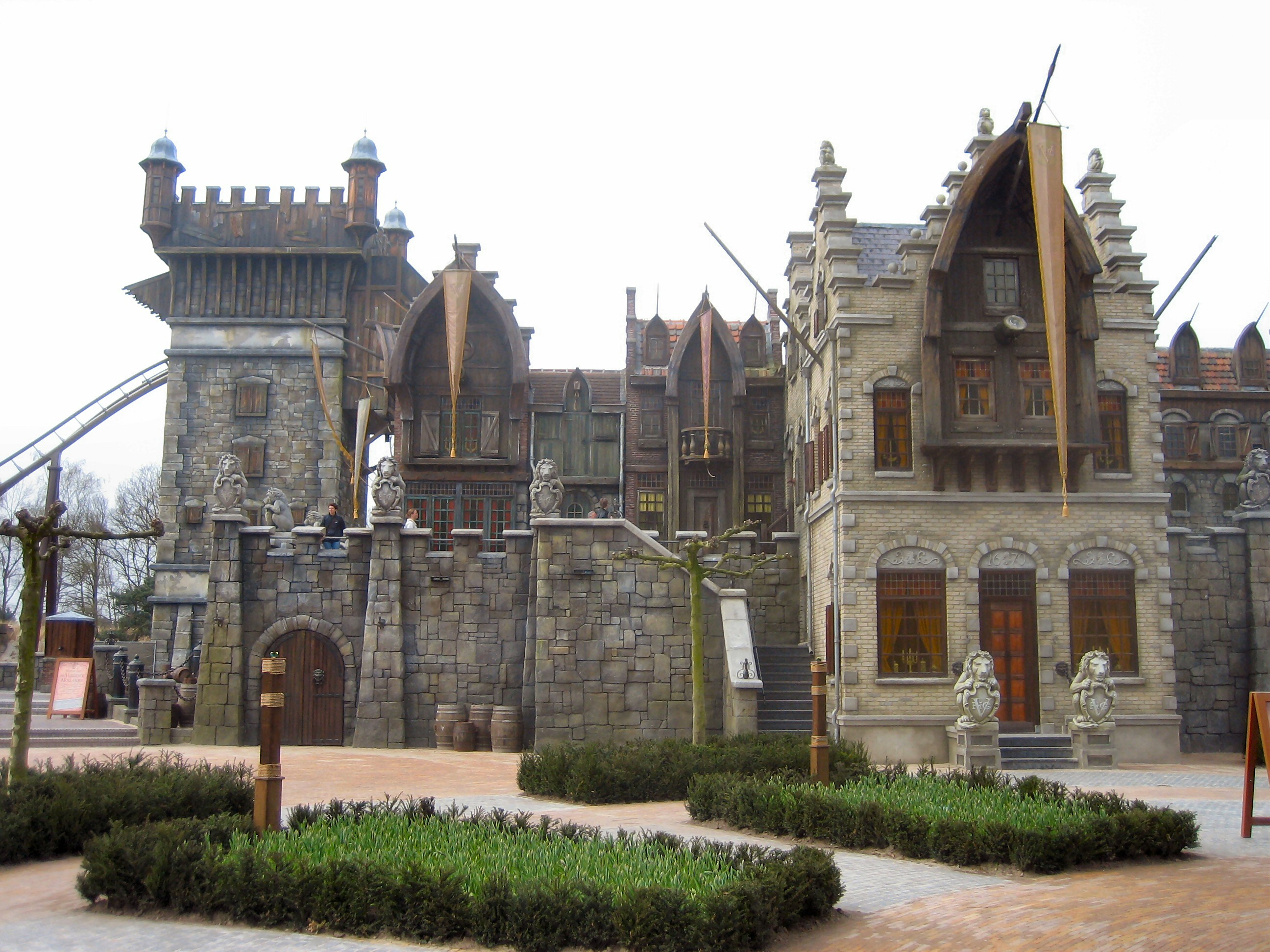

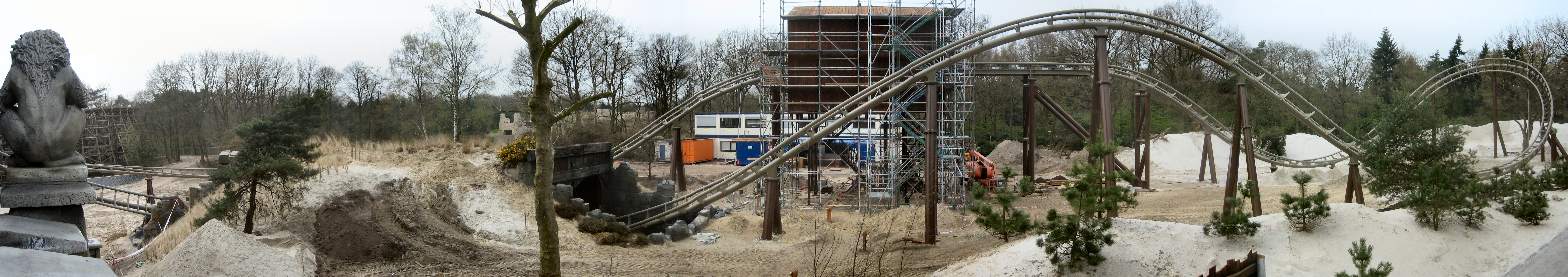
Während des Baus